# Unió de Periodistes Valencians
La Unió de Periodistes Valencians és una associació professional que aglutina periodistes del País Valencià. Actualment compta amb més de sis-cents socis. La seu de la Unió de Periodistes es troba a la ciutat de València.
La Unió ofereix als socis tota la informació legal i deontològica necessària sobre la pràctica del periodisme, i sobre els seus drets i obligacions. També assessora i organitza cursos de formació per a millorar la pràctica periodística.
La Unió celebra cada any els Premis Llibertat d'Expressió, que reconeixen persones o entitats que han destacat en la defensa de la llibertat d'expressió. Així mateix celebra cada any una exposició sobre fotoperiodisme, i compta amb una destacada edició de llibres que tracten sobre la pràctica de l'ofici.